# Ioánnis Melissanídis
Ioánnis Melissanídis (en grec moderne : Ιωάννης Μελισσανίδης, né le 27 mars 1977) est un gymnaste grec.

## Palmarès

### Jeux olympiques
- Atlanta 1996
  -  médaille d'or au sol

### Championnats du monde
- Brisbane 1994
  -  médaille d'argent au sol

### Championnats d'Europe
- Prague 1994
  -  médaille d'or au sol

- Saint-Pétersbourg 1998
  -  médaille d'or au saut de cheval
  -  médaille d'argent au sol